# Elsie Paroubek

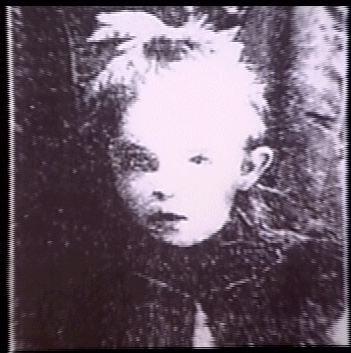
Elsie Paroubek

Eliška „Elsie“ Paroubek (* 1906 in Chicago; † 1911) war ein böhmisch-amerikanisches Entführungs- und Mordopfer. Ihr Verschwinden und die anschließende Suche nach ihr beschäftigte die Polizei von Illinois, Wisconsin und Minnesota sechs Wochen lang. Ihre Beerdigung wurde von 2000 bis 3000 Menschen besucht. Paroubeks Geschichte und ein in der Chicago Daily News abgebildetes Foto von ihr dienten Henry Darger als Hauptinspirationen für seinen Fantasyroman The Story of the Vivian Girls.

## Herkunft
Elsies Mutter war Karolina Paroubek (geborene Vojáčkova), die am 26. November 1869 in Böhmen, in der heutigen Tschechischen Republik, geboren wurde. Ihr Vater František (Frank) Paroubek wurde am 15. November 1867 ebenfalls in Böhmen geboren. Er und Karolina heirateten dort im Jahr 1892. Eliška (Elsie) war ihr siebtes Kind.

## Verschwinden
Am Morgen des 8. April 1911 verließ Elsie ihr Zuhause an der 2320 S. Albany Avenue in Chicago. Sie sagte, dass sie ihre Tante besuchen wollte, die um die Ecke an der 2325 S. Troy Street wohnte. Auf dem Weg begegnete sie ihrer neunjährigen Cousine Josie Trampota und mehreren anderen Kindern, die einem Drehorgelspieler, der sich in der Nähe von Trampotas Zuhause befand, zuhörten. Als der Drehorgelspieler zur Ecke an der 23. Straße weiterzog, folgten die Kinder ihm, gingen aber schließlich wieder, während nur Elsie zurückblieb. Mehrere Stunden später ging Karolina zum Haus ihrer Schwester und stellte fest, dass Elsie dort nie angekommen war. Da ihre Tochter in dieser Gegend viele Freunde hatte, ging ihre Mutter davon aus, dass sie jemand anderen besuchte, dort wahrscheinlich übernachtete und am nächsten Morgen wieder nach Hause kommen würde. Um 21 Uhr desselben Tages ging Frank Paroubek, nachdem er von der Arbeit zurückgekommen war, zur Polizeistation an der Hinman Street, um seine Tochter als vermisst zu melden. Als Elsie auch am nächsten Tag nicht zurückkam, übernahm Captain John Mahoney persönlich die Suche nach ihr.
„Zigeuner“ wurden verdächtigt, nachdem ein Nachbarskind namens John Jirowski den Ermittlern von der Polizeistation Maxwell Street, die von Inspektor Stephen K. Healey geleitet wurde, erzählt hatte, dass er einen Schindelwagen an der Kedzie Ave., einen Häuserblock von der Troy Street entfernt, gesehen habe, in dem zwei Frauen ein kleines Mädchen gehalten hätten. Am Des Plaines River nahe Kedzie gab es mehrere Lager von Landfahrern, die untersucht wurden. Anwohner erzählten den Ermittlern, dass ein Wagen am Morgen des 9. April ein Lager verlassen habe. Dieser Theorie wurde damals vor allem deshalb Glauben geschenkt, weil Paroubeks Verschwinden mit dem von Lillian Wulff, die vier Jahre zuvor von „Zigeunern“ entführt wurde, fast identisch war. Elsies Vater Frank bot seine gesamten Ersparnisse, 50 Dollar (etwa 1.470 Dollar nach heutigem Stand), als Belohnung an. Ermittler von der Maxwell Street Station durchsuchten das italienische Viertel an den Straßen West 14th and S. Halsted Street, nachdem dort ein Kind, dessen Beschreibung auf Elsie passte, mit einem Drehorgelspieler gesehen worden war. Inspektor Healey befahl am 15. April auch die Untersuchung von Entwässerungskanälen und Gouverneur Charles S. Deneen bat die Öffentlichkeit um Hilfe bei der Suche.

## Ermittlung
Die Ermittler Komorous und Sheehan begleiteten Frank Paroubek bei seiner Suche nach dem abgefahrenen Wagen, von dem zunächst vermutet wurde, er sei nach Round Lake, Illinois, einem Dorf, das 50 Meilen nordwestlich von Chicago liegt, an dem sieben Wagen standen, unterwegs. Den Farmern in der Gegend wurde Wachsamkeit geraten. Als die Ortsbewohner damit begannen, die Landfahrer über Elsie zu befragen und versuchten, die Wagen zu durchsuchen, brachen diese ihr Lager erneut ab und zogen nach Volo, Illinois, 43 Meilen von Chicago entfernt. Die Bewohner Volos berichteten über ein Kind, auf das Elsies Beschreibung passte und sagten, dass es „betäubt“ und „unter Drogeneinfluss“ schien und teilweise mit einer Decke verdeckt war. Sie versuchten auch, die Wagen zu durchsuchen, aber die Landfahrer brachen sofort das Lager ab und zogen nach McHenry (Illinois), ungefähr 60 Meilen von Chicago entfernt. Als die Polizei sie in McHenry erreichte, entdeckte sie, dass das Mädchen selbst zu den Landfahrern gehörte und auch ihr Aussehen nicht zu Elsies Beschreibung passte. In der Zwischenzeit beauftragte Capt. Mahoney am 12. und 15. April Männer damit, die Kanäle in der Nähe von Elsies Zuhause zu durchsuchen.
Mehrmals wurden Kinder in Lagern gefunden, die Elsie ähnlich sahen, sodass Frank oft kurzzeitig sicher war, dass es sich um seine Tochter handelte, und er erst von der Fehlannahme überzeugt werden musste.
Der Grund ihrer Entführung wurde von der Polizei als „die natürliche Liebe des Wandervolkes für blauäugige, gelbhaarige Kinder“ aufgeführt.
Am 17. April erhielt Capt. Mahoney einen anonymen Hinweis per Telefon, dass ein Kind, auf das Elsies Beschreibung passte, in Begleitung eines Mannes bei einem Hotel in Western Springs, Illinois, gesehen worden sei. Die Ermittler fanden dort jedoch nichts. Der Polizeichef von Sycamore (Illinois), Ogden, begleitete Frank Paroubek bei der Durchsuchung von Wohnwagen bei Cherry Valley (Illinois), aber fanden kein Kind, das auf Elsies Beschreibung passte. In der Zwischenzeit beantwortete die Polizei der Hinman Street Fragen von Journalisten über eine angebliche Lösegeldforderung von 500 $, die Karolina erhalten haben sollte. Die offizielle Kenntnis darüber wurde bestritten, doch es wurde nicht ausgeschlossen.
Am 20. April wurde Franks gleichnamiger sechsjähriger Sohn von Nachbarn dabei beobachtet, wie er in der South Troy Street mit einer Spitzhacke und einer Schaufel zu graben begann. Auf Anfrage sagte Frank, dass an dem Tag, an dem Elsie verschwand, viele Bauarbeiten stattfanden und er hörte, wie seine Eltern darüber spekulierten, dass sie vielleicht in ein Loch gefallen sei. Die Arbeiter an der Straße sagten, dies sei möglich, doch so etwas hätten sie direkt gemerkt. In der Zwischenzeit wurde in West End und in Kings, Illinois, von weiteren hellhäutigen Kindern, die mit Landfahrern unterwegs waren, berichtet.

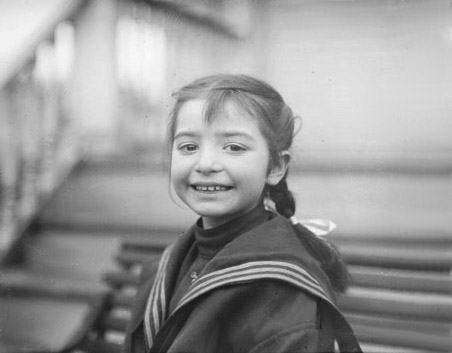
Lillian Wulff war selbst ein Entführungsopfer und unterstützte die Polizei bei der Suche nach Paroubek

In der zweiten Woche nach Paroubeks Verschwinden bot die elfjährige Lilian Wullf ihre Unterstützung an. Vier Jahre zuvor war sie von Landfahrern entführt und sechs Tage lang gefangen gehalten worden, bis sie schließlich in Momence, Illinois, gefunden wurde. Sie lieferte Informationen über das kulturelle Verhalten ihrer Entführer und meldete sich freiwillig, um eine „Rettungsgruppe“ zu leiten. Einer der Männer, der Wullf damals entführte, schlug vor, Elijah George, den er als „König der Zigeuner“ bezeichnete, zu befragen. George wurde in Argyle, Wisconsin gefunden und befragt, ohne „die gewünschten Informationen zu liefern“, und wurde wieder freigelassen. Zu diesem Zeitpunkt befahl Healey erneut die Untersuchung von Kanälen und außerdem von Brunnen und anderen Orten, in die Paroubek gefallen sein könnte.
Am 23. April erklärte Lt. John Costello von der Hinman-Street-Polizeistation Journalisten, dass jeder „Entführungs“-Hinweis ausgeschöpft wurde. Er war sich sicher, dass Paroubek „angegriffen und misshandelt“ wurde, nun tot sei und dass ihre Leiche nun im Keller eines leeren Hauses oder einer verlassenen Scheune liege. Er wies die Ermittler an, leere Gebäude, Scheunen, Hütten, Aufzüge, Straßenabläufe und Keller in oder in der Nähe der South Albany Avenue zu durchsuchen. Mehrere Ermittler brachten Spaten mit, um jedes Stück Erde aufzugraben, das wie erst kürzlich verändert erschien. Healey beteiligte sich zusammen mit den Ermittlern Perry und Egan an der Suche. Zur selben Zeit schickte Costello zwei Polizisten zu den Außenbezirken der Stadt, um einer Spur nachzugehen, die er durch einen Anruf erhielt, die er Journalisten jedoch nicht mitteilen wollte. Captain Stephen Wood vom Ermittlungsbüro ließ alle Wagen von Landfahrern verfolgen und schrieb an alle Polizeibeamten in der Umgebung von Belvidere, Rockford und Janesville, Wisconsin, um sie zur Suche nach Paroubek aufzufordern. Er war sich zu dieser Zeit sicher, dass sie entweder gegen Lösegeld festgehalten wurde, in einen Unfall verwickelt wurde und entweder tot oder nicht in der Lage zu sprechen in einem Krankenhaus liegt oder „von einem Degenerierten“ aus einem der Armenviertel in der Gasse in der Nähe ihres Zuhauses getötet wurde.
Am selben Tag erzählte eine Nachbarin der Polizei, dass sie Paroubek um ungefähr 11 Uhr morgens am Tag ihres Verschwindens gesehen habe, wo sie immer noch bei dem Drehorgelspieler war und ein Gespräch mit einem unbekannten Mann auf der anderen Straßenseite führte.
Am folgenden Tag widmeten die Chicago Daily News der Suche eine komplette Spalte, die dort als „eine der größten und weitreichendsten Suchen, die je nach einem vermissten Kind unternommen wurde“ bezeichnet wurde. 20 Polizisten und 100 Freiwillige waren an Costellos Suche im Umkreis von ungefähr einer Meile um Elsies Zuhause beteiligt. Sie wurde aufgrund des immensen Interesses der Öffentlichkeit und der hohen Zahl an Kindern, die sich freiwillig an der Suche beteiligten, als „eine der bemerkenswertesten Ermittlungen ihrer Art“ bezeichnet. Viele Kinder bezeichneten sich selbst als Freunde von Elsie. Sie boten an, in „außergewöhnlichen Orten“ nach ihr oder Hinweisen auf ihren Aufenthaltsort zu suchen.
Am 29. April schickte Healey einen Ermittler nach Zion City, Illinois, um einem Hinweis des Deputy Sheriffs dieser Stadt nachzugehen. Erneut soll ein Paroubek ähnlich sehendes Kind in einem Lager gesehen worden sein und erneut gehörte dieses Kind selbst zu den Landfahrern.
Am 30. April beauftragte die Superintendentin der Schulen, Ella Flagg Young, alle Schulkinder in der Gegend um Chicago damit, während der Ferien Suchaktionen zu organisieren. In der Zwischenzeit konsultierte Frank Paroubek eine Wahrsagerin, die ihm sagte, dass Elsie in „Argo“, Wisconsin sei. Der Chicagoer Politiker Charles J. Vopicka schickte ergebnislos Polizisten zum Ort, den sie angab. Die Suche „sprang von Illinois nach Wisconsin, und von dort nach Minnesota und dann zurück nach Illinois“, ohne Ergebnis.
Ein paar Tage nach Elsies Verschwinden erhielt Frank Paroubek erste anonyme „beleidigende“ Briefe. Darin stand, dass Elsie von jemandem versteckt werde, der die Paroubeks „hasste“ und ihnen vorwarf, sie misshandelt zu haben. Frank verbrannte die Briefe. Trotzdem versuchten die Ermittler Zahour und Zalasky, dieser Spur zu folgen.
Die tschechische Gemeinde versammelte sich, um die Paroubeks zu unterstützen. Alle tschechischsprachigen Polizisten wurden der Ermittlung zugeteilt. Die Mitarbeiterinnen des Bohemian Club kreierten einen „endlosen Kettenbrief“, der an alle Teile der Stadt geschickt wurde, in dem die Empfänger darum gebeten wurden, Kopien dieser Briefe an jeden zu schicken, den sie kannten. Mehrere tschechisch-amerikanische Politiker beteiligten sich. Die Bohemian Charitable Association beriet sich am 22. April mit Bürgermeister Carter Harrison, Jr. und verkündeten dann, dass sie eine Belohnung von 500 $ (heute ca. 14.700 Dollar) anbieten würden und auch noch mehr gesammelt werden könnte. Harrison spendete 25 $ (heute = ca. 740 Dollar) und sandte einen Polizeitrupp vom Rathaus. Eine Abteilung arbeitete auch zusammen mit der Polizei der Hinman Street Station an der Lawndale Ave. Anton Cermak, ein damaliger Alderman, sagte, wenn Paroubek nicht bis zur nächsten Stadtratssitzung am 1. Mai gefunden werde, er den Rat dazu auffordern werde, eine noch größere Belohnung anzubieten. Zu dieser Zeit war das Anbieten einer Belohnung für die Verhaftung von Entführern im Gegensatz zur Verhaftung von Mördern verboten. Am 26. April sagte Gouverneur Deneen, dass er plane, die Legislative um eine Gesetzesänderung zu bitten, sodass auch der Staat Illinois selbst eine Belohnung anbieten könnte.
Der Richter Adolph J. Sabath sprach mehrmals mit den Paroubeks und spendete zusätzliche 25 $ als Belohnung. Bis zum 2. Mai erhöhte er seinen Beitrag auf 100 $ und veranstaltete Treffen mit tschechischen Vereinen, um über Möglichkeiten zu beraten, die Belohnung weiter zu erhöhen.
Jede Sichtung eines rot gekleideten Mädchens in einem „Zigeuner“-Lager wurde der Polizei gemeldet. Bis zum 1. Mai hat die Polizei die Theorie, Paroubek sei von solchen Personen entführt worden, beinahe aufgegeben und konzentrierte sich mehr auf die Durchsuchung von Brunnen und Kanälen. Richter Sabath sagte dazu, dass die Polizei aufgrund der Armut von Elsies Eltern „lustlos“ geworden sei. Er wurde mit Briefen „überschwemmt“, die hauptsächlich Geldbeiträge zur Erhöhung der Belohnung aus dem gesamten Land enthielten, und erhöhte seinen eigenen Beitrag nochmals um 100 $. Einer dieser Briefe wurde von G. T. Screeton of Carlisle aus Arkansas verfasst, der unter anderem folgende Aussage enthielt: „Werter Richter: Bezüglich des Verschwindens von Elsie Paroubek werde ich sagen, dass eine Gruppe von 40 Romamännern und 4 Romafrauen zusammen mit 18 Kindern im Alter von 3 Monaten bis 18 Jahren letzte Woche bei der Union Station in Little Rock, Ark, gesehen wurden. All diese Kinder sahen nicht aus, als wären sie von Romaherkunft.“
In der Zwischenzeit suchten die Ermittler Zahour und Zalasky nach einem Mann, der der angebliche Autor der an Frank Paroubek gerichteten anonymen Drohbriefe gewesen sein soll. Costello und Healey gaben an: „Elsie Paroubek fiel in einen Abflusskanal an der Brücke bei der Kedzie Avenue oder in der Nähe davon. Sie wurde nicht ermordet.“ Sie glaubten, der Autor dieser Briefe sei Zeuge dieses Vorfalls gewesen.
Bis zum 7. Mai wurden 25 Roma-Gruppen durchsucht und mehreren falschen Spuren gefolgt. Mahoney sagte, er glaube, dass Paroubek tot war und die Polizei nach ihrer Leiche suchte.
Richter Sabath hat am 7. Mai außerdem eine Ermittlung über Elsies Eltern befohlen, um nach etwas in deren Vergangenheit zu suchen, das jemand dazu veranlasst haben könnte, sie zu entführen.

## Entdeckung
Zwei Tage später entdeckten der Elektrotechniker George T. Scully und andere Mitarbeiter eines Kraftwerks in Lockport nahe Joliet, 34 Meilen außerhalb Chicagos, eine in einem Abwasserkanal treibende Leiche. Sie schickten ein Boot, um sie an Land zu bringen. Der Leichenbestatter William Goodale untersuchte die Leiche und sagte, dass sie anscheinend zu Paroubeks Beschreibung passe. Er vermute, die Leiche habe sich bereits mehrere Wochen im Wasser befunden und sei nur leicht verwest gewesen. Ein anderer Obduktionsbericht gab an, die Leiche sei stark verwest gewesen, es gebe jedoch „kein Zeichen von Gewalt“ an ihrem Körper.
Goodale benachrichtigte die Behörden Chicagos, die Costello zum Haus der Paroubeks schickten. Frank wurde um Mitternacht zu Goodales Trauerhalle gebracht. Frank erkannte Elsies Kleider, konnte jedoch das Gesicht nicht wiederkennen.
Karolina kam per Straßenbahn am nächsten Tag in der Trauerhalle an und identifizierte dort ihre Tochter. Danach saß sie eine Stunde lang zusammen mit Frank in einem benachbarten Raum und weinte und betete. Goodale erklärte der Polizei, dass die Leiche ungefähr einen Monat lang im Wasser gewesen zu sein schien, was sich mit dem Datum von Paroubeks Verschwinden decken würde. Außerdem sei die Kleidung, die sie an jenem Tag trug, mit der der Leiche identisch. Der einzige Unterschied sei ihre Augenfarbe, die nicht mehr klar erkennbar war.
Schnell wurde eine gerichtliche Untersuchung der Todesursache arrangiert. Frank Paroubek war der erste Zeuge der Autopsie. Er ignorierte Fragen des Gerichtsmediziners und war sofort davon überzeugt, dass seine Tochter von „Zigeunern“ ermordet und in den Kanal geworfen worden sei.
Karolina erlitt dabei einen Nervenzusammenbruch und zog dabei eine Menge an Schaulustigen auf sich. Frank beruhigte sie wieder und schickte sie in einer Straßenbahn nach Hause zurück.
In der Zwischenzeit sagte der Gerichtsmediziner dazu: „Dieser Fall hat so viel Aufmerksamkeit erregt, dass nur eine Kurzuntersuchung unternommen wird. Wir werden uns nicht mit solch einer oberflächlichen Untersuchung zufriedengeben. Die Jury wird kein Urteil verkünden, da es bis nach der Autopsie kein Urteil fällen kann. Wir werden den Mageninhalt und die Lungen des kleinen Mädchens untersuchen. Der Vater plädiert auf Mord. Es ist durchaus wahrscheinlich, dass er Recht hat.“
Die zwei Ärzte E.A. Kingston und W.R. Paddock bestätigten, dass kein Wasser in ihren Lungen war, sie also nicht ertrank. Kingston sagte, dass ein „Übergriff“ auf sie stattfand und sie ermordet wurde, bevor sie ins Wasser geworfen wurde. Paddock sagte, es gebe genug Beweise, dass sie vor ihrer Ermordung „verwundet“ wurde. Costello erzählte der Presse später, dass Paroubek „misshandelt“ worden sei und dies anscheinend andeute, dass sie nicht von Roma getötet wurde. Sie fanden auch „tiefe Schnitte“ an der linken Seite ihres Gesichts. Verschiedenen Untersuchungen zufolge wurde sie entweder erwürgt oder erstickt. Die offizielle Todesursache wurde als „unbekannt“ verzeichnet. Der Gerichtsmediziner Peter Hoffman stimmte Frank Paroubek bezüglich seiner Theorie zu Elsies Todesumständen zu: „Wir glauben, dass der Entführer das Kind zu Tode erstickt hat; vermutlich, indem er ihr den Mund zuhielt.“
Der Bericht des Gerichtsmediziners empfahl den Behörden, weiter zu ermitteln. Healey beauftragte die Ermittler, in Erfahrung zu bringen, was wirklich passiert ist. Er sagte: „Wir haben eine oder zwei Theorien, aber nichts spezielles genug, um darüber überhaupt reden zu können. Ich beabsichtige, dem Fall morgen mehr Männer zuzuteilen.“ Costello ermittelte erneut bezüglich der anonymen Briefe. In der Zwischenzeit präsentierte die New York Times Hoffmans und Franks Theorie als Fakt.
Am Abend des 9. Mai gab Karolina ein Interview, bei dem sie von Freunden und Nachbarn umgeben war. Sie sagte den Journalisten: „Bevor die Ärzte rausfanden, dass Elsies Lungen kein Wasser enthielten und Hinweise darauf entdeckten, dass sie erstickt wurde, wusste ich, dass sie ermordet wurde. Ein Bild des Verbrechens war seit der zweiten Woche ihres Verschwindens in meinem Kopf und ich bin davon überzeugt, dass, sobald die Wahrheit bekannt ist, und das wird sie ganz sicher sein, klar wird, dass sie in der Woche nach dem 8. April, als sie auf dem Weg zu ihrer Tante entführt wurde, erwürgt wurde.“ Außerdem rief sie die Behörden dazu auf, die Mörder zu finden und zu bestrafen.
Karolina erklärte Richter Sabath, dass die Suche die Ersparnisse der Familie aufgebraucht habe und sie kein Geld hätten, sie zu beerdigen. Sabath übergab ihr einen Scheck über 25 $ und versprach, mehr Spenden zu sammeln. Freunde und Familienmitglieder sammelten weiterhin Geld für die Paroubeks. Sophie Johanes sammelte über 50 $, indem sie eine Benefizveranstaltung gab und Spenden von Tschechen an der gesamten Westküste sammelte.

## Begräbnisfeier
Paroubeks Begräbnisfeier fand um am 12. Mai 1911 um 10 Uhr morgens am Hinterhof des Hauses der Familie statt. 2000 bis 3000 Menschen waren anwesend. Bereits Stunden vor der Zeremonie waren die Albany Avenue, der Hinterhof der Paroubeks und die Balkone und Veranden der Nachbarhäuser mit Trauergästen gefüllt. Es gab keine Halle in der Gegend, die groß genug gewesen wäre, um alle Gäste zu beherbergen. Frank wurde zwar die Verwendung einer Halle angeboten, doch er deutete auf den hohen Andrang und sagte: „Sie sind gekommen, um meiner Elsie Lebewohl zu sagen. Sie sollen nicht enttäuscht sein.“ Polizisten von der Hinman-Street-Polizeistation wurden gerufen, um die Ordnung aufrechtzuerhalten.
Paroubeks weißer Sarg stand auf zwei Messingständern, der von Blumen umgeben war, die von Bürgermeister Harrison, Richter Sabath und anderen Beamten der Stadt geschickt worden waren. Karolina, Frank und ihre anderen Kinder standen neben dem Sarg. Da die Paroubeks Freidenker waren, gab es keine Gebete und die Grabrede wurde von Rudolph Jaromir Psenka, einem Redakteur der tschechischen Zeitung Chicago Daily Svornost, gehalten. Dabei sprach er davon, dass es wichtig sei, mit der Polizei zu kooperieren, um Elsies Mörder zu finden. Als die Bestatter den Sarg in den Leichenwagen heben wollten, bat Karolina sie darum, ihn zu öffnen, um das Gesicht ihrer Tochter noch einmal zu sehen, aber ihre Verwandten überzeugten sie davon, dies zu unterlassen. Die meisten der Gäste folgten Paroubeks Sarg, als er zum Bohemian National Cemetery transportiert wurde, wo Psenka eine weitere Rede hielt.

## Weitere Ermittlungen
Polizeichef John McWeeny schwor, die gesamte Polizei von Chicago zu mobilisieren, um den Mörder zu finden. Alderman Cermak bat Gouverneur Deneen, die Belohnung um weitere 200 $ zu erhöhen. Der Gerichtsmediziner Peter Hoffman startete noch einen weiteren öffentlichen Belohnungsfond und trug selbst 25 $ dazu bei.
Auf Grundlage von Paroubeks Fundort verdächtigten die Ermittler Joseph Konesti, der Mörder zu sein. Der Rockford Republic zufolge wurde Konesti von den Ermittlern unter dem Befehl von Captain Wood definitiv als der Mörder identifiziert. Er beschrieb ihn als „bärtigen Böhmen“ und einen „hausierenden Einsiedler“. Er soll „mehrfach kleine Mädchen zu seiner Hütte beim Abflusskanal gelockt“ haben, der ungefähr eine Meile von Elsies Haus lag, und er „mehrfach nahe dem Hause der Paroubeks“ gesehen worden sein soll. Die Besitzerin der Hütte,  Mrs. Shaunessy, erzählte der Polizei, sie hätte sich bei Konesti darüber beschwert, dass er „Kinder zum Haus bringt“ und ihn am 9. Mai zur Räumung gezwungen. Konesti warf sich einen Tag darauf vor einen Zug. Fünf Tage später wurde er von jeglicher Schuld freigesprochen.
Am 15. Mai erzählte Frank der Polizei, er habe mit einem ihm unbekannten Mann gesprochen, der ihm erzählte, er habe Elsie am späten Nachmittag des 8. April auf der Kedzie Avenue, südlich der 28th St., gesehen, lange nach ihrer angeblichen Entführung. Costello leitete die Ermittler an, diesen Mann zu finden. In der zuvor berichteten Sichtung von Elsie wurde angegeben, sie soll zum Kanal an der South Troy St., einen halben Block vom Haus ihrer Tante entfernt, gegangen sein. Falls der unbekannte Mann die Wahrheit erzählt haben sollte, war Elsie nur drei Blocks von einer Brücke entfernt. Trotz der Ergebnisse der Obduktion war Costello davon überzeugt, dass Elsies Tod nur ein Unfall war und dass sie einfach in den Kanal gefallen sei, obwohl Healey die Kanäle während der Suche mehrmals hat untersuchen lassen. Hoffman bestand weiterhin darauf, dass Elsie ermordet wurde. Es gab scheinbar während der ersten Autopsie Verwirrung. Der erste Mediziner (vermutlich Kingston), der Paroubek in der Nacht des 9. Mai untersuchte, erzählte Costello, dass sie ertrunken sei und es kein Anzeichen von Gewalt gegeben habe. Dies hat Costello später auch der Familie erzählt. Am folgenden Tag kam man bei der Autopsie jedoch zum Ergebnis, dass Elsie nicht ertrunken sei und sie anscheinend erstickt wurde.
Die Ermittler umstellten ein Haus nahe den Madison- und Robey Streets und begannen eine Rasterfahndung im südwestlichen Teil der Stadt, um einen ehemaligen Pensionsgast der Paroubeks zu finden. Sie suchten weiterhin nach dem Autor der an Frank geschickten anonymen Briefe. Scheinbar wurden weder der Pensionsgast, noch der Briefeschreiber, noch der unbekannte Mann, mit dem Frank sprach, je gefunden. Bis heute ist Eliška Paroubeks Tod nicht vollständig aufgeklärt. Zwei Jahre nach Elsies Begräbnis starb Frank Paroubek im Alter von 45 Jahren. Karolina starb am 9. Dezember 1927. Beide sind zusammen mit ihrer Tochter auf dem Bohemian National Cemetery beerdigt.

## Vermächtnis
Obwohl Paroubeks rätselhaftes Verschwinden und ihr Tod zu dieser Zeit immense Polizeiermittlungen auslöste und im Fokus der Presse stand, geriet die Geschichte lange in Vergessenheit, bis im Jahr 1973 der Schriftsteller Henry Darger starb. Michael Bonesteel, ein Kunsthistoriker, untersuchte Dargers Werke. Dabei fand er in dessen Roman Story of the Vivian Girls mehrere Anspielungen auf Paroubek bei der Protagonistin des Buches, Annie Aronburg, der Anführerin einer Kindersklavenrebellion. Außerdem fand er auch Hinweise auf ein Foto von Paroubek, das Darger als Inspiration für seinen Roman diente, und welches er verloren hatte. Aronburg wird im Buch von ihren Entführern ermordet (der Mord wird detailliert beschrieben, ist jedoch in keiner Weise dem Tod von Paroubek ähnlich). Dargers Tagebuch zufolge hatte er ein Foto eines Mädchens verloren und versuchte, es wiederzubekommen oder zu ersetzen. Er erwähnte ihren Namen nicht, aber gab an, es sei in der Chicago Daily News im Mai, Juni, oder Juli 1911 erschienen. Bei seiner darauffolgenden Suche in Zeitungsarchiven entdeckte Bonesteel Paroubek und ihre Geschichte. Ein von Darger gezeichnetes Porträt von Aronburg zeigt ein etwas älter aussehendes blondhaariges Mädchen. Sein Haarband und der markante Kragen seines Kleides sind dem von Paroubek in ihrem Foto ähnlich. Im Roman beschreibt Darger Kinder, die von Erwachsenen entführt und misshandelt werden, während die heldenhaften kleinen Vivians, Annie Aronburg und andere von „Rettungstrupps“ sie retten.